# Ą̄̌
Ą̄̌ (minuscule : ą̄̌), appelé A macron caron ogonek, est une lettre latine utilisée dans l’écriture du kaska.
Il s’agit de la lettre A diacritée d’un macron, d’un caron et d’un ogonek.

## Représentations informatiques
Le A macron caron ogonek peut être représenté avec les caractères Unicode suivants : 
- composé et normalisé NFC (latin étendu A, diacritiques) :

| formes    | représentations | chaînes de caractères | points de code       | descriptions                                                          |
| --------- | --------------- | --------------------- | -------------------- | --------------------------------------------------------------------- |
| capitale  | Ą̄̌               | Ą◌̄◌̌                   | U+0104 U+0304 U+030C | lettre majuscule latine a ogonek diacritique macron diacritique caron |
| minuscule | ą̄̌               | ą◌̄◌̌                   | U+0105 U+0304 U+030C | lettre minuscule latine a ogonek diacritique macron diacritique caron |

- décomposé et normalisé NFD (latin de base, diacritiques) :

| formes    | représentations | chaînes de caractères | points de code              | descriptions                                                                      |
| --------- | --------------- | --------------------- | --------------------------- | --------------------------------------------------------------------------------- |
| capitale  | Ą̄̌               | A◌̨◌̄◌̌                  | U+0041 U+0328 U+0304 U+030C | lettre majuscule latine a diacritique ogonek diacritique macron diacritique caron |
| minuscule | ą̄̌               | a◌̨◌̄◌̌                  | U+0061 U+0328 U+0304 U+030C | lettre minuscule latine a diacritique ogonek diacritique macron diacritique caron |